# Peleg

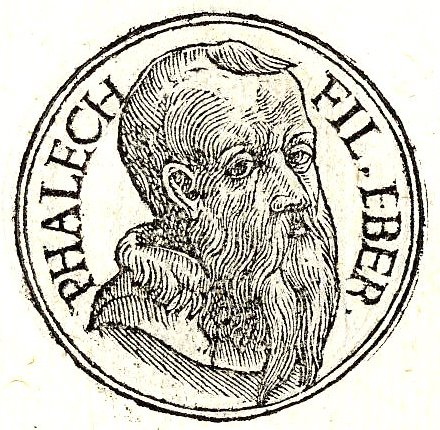
Peleg volgens het Promptuarii Iconum Insigniorum

Peleg (Hebreeuws: פֶּלֶג, Péleg of Páleg, "verdeling") wordt genoemd in de volkenlijst. en komt verder voor in de Hebreeuwse Bijbel als voorvader van David en in het Nieuwe Testament van Jezus. Hij was een van de zonen van Eber en een broer van Joktan. Pelegs zoon heette Rehu.
Volgens de Hebreeuwse Bijbel daalden tijdens en na zijn leven de leeftijden van de patriarchen sterk van tegen de 600 jaar van zijn voorgangers tot ongeveer 200 jaar. Christenfundamentalisten (die de Bijbel letterlijk nemen waar mogelijk) denken dat dit een gevolg zou kunnen zijn geweest van sterk verslechterende natuurlijke leefomstandigheden.
Voor zijn naam worden verschillende verklaringen gegeven:
- In zijn dagen, enige tijd na de mislukte bouw van de toren van Babel en spraakverwarring, zouden de volken definitief verdeeld zijn en hun eigen weg zijn gegaan.
- Sommige creationisten brengen Peleg in verband met de verdeling/opsplitsing van het ene 'oercontinent' Pangea dat in zijn dagen gestart zou zijn. Volgens hen zou dit pas enige tijd na de zondvloed zijn gebeurd.[4]
- Een andere uitleg volgens sommigen is dat in Pelegs tijd de aarde van na de zondvloed voor het eerst grondig verkend en in kaart gebracht is. Er zouden van die eerste verkenning nog verscheidene kaarten overgeleverd zijn via onder andere de bibliotheek van Alexandrië die in de beroemde Piri Reis-kaart verwerkt zouden zijn.[5]